# IZUMO2
IZUMO2 (англ. IZUMO family member 2) – білок, який кодується однойменним геном, розташованим у людей на довгому плечі 19-ї хромосоми. Довжина поліпептидного ланцюга білка становить 221 амінокислот, а молекулярна маса — 24 856.
| 10         |  | 20         |  | 30         |  | 40         |  | 50         |
| ---------- |  | ---------- |  | ---------- |  | ---------- |  | ---------- |
| MPLALTLLLL |  | SGLGAPGGWG |  | CLQCDPLVLE |  | ALGHLRSALI |  | PSRFQLEQLQ |
| ARAGAVLMGM |  | EGPFFRDYAL |  | NVFVGKVETN |  | QLDLVASFVK |  | NQTQHLMGNS |
| LKDEPLLEEL |  | VTLRANVIKE |  | FKKVLISYEL |  | KACNPKLCRL |  | LKEEVLDCLH |
| CQRITPKCIH |  | KKYCFVDRQP |  | RVALQYQMDS |  | KYPRNQALLG |  | ILISVSLAVF |
| VFVVIVVSAC |  | TYRQNRKLLL |  | Q          |  |            |  |            |

A: Аланін

C: Цистеїн

D: Аспарагінова кислота

E: Глутамінова кислота

F: Фенілаланін

G: Гліцин

H: Гістидин

I: Ізолейцин

K: Лізин

L: Лейцин

M: Метіонін

N: Аспарагін

P: Пролін

Q: Глутамін

R: Аргінін

S: Серин

T: Треонін

V: Валін

W: Триптофан

Задіяний у такому біологічному процесі, як альтернативний сплайсинг. 
Локалізований у мембрані.